# Oosterdam
La motonave Oosterdam (pronuncia olandese OH-ster-dam) è una nave da crociera battente bandiera dei Paesi Bassi della compagnia Holland America Line (divisione della Carnival Corporation & plc), la seconda di una serie di gemelle che comprende anche la Noordam, la Westerdam e la Zuiderdam. Il nome deriva dal termine olandese "Oost", che indica il punto cardinale Est.

## Etimologia del nome
Sebbene nessuna nave precedente sia stata chiamata Oosterdam, la prima nave con il prefisso "Ooster" fu varata nel 1913 come Oosterdijk, un bastimento da 8 251 tonnellate, azionato da un'elica. Navigò tra Rotterdam e Savannah, in Georgia, per Holland America, oltre a servire lo sforzo bellico alleato durante la prima guerra mondiale. All'epoca "dijk" o "dyk" era il suffisso utilizzato per i cargo, "dam" era utilizzato per le navi passeggeri.

## Informazioni tecniche
I locali macchine a bordo di Oosterdam sono vasti e si estendono lungo due dei ponti più bassi per la maggior parte della nave.
La Oosterdam è alimentata da un sistema di propulsione CODAG che comprende cinque motori Diesel Sulzer ZAV40S (tre da 16 cilindri e due da 12 cilindri) costruiti su licenza da Grandi Motori Trieste (ora di proprietà di Wärtsilä) a Trieste, Italia, e una turbina a gas GE LM2500, che la rende una delle poche navi mercantili alimentate da tale sistema. È azionato da due propulsori ABB Azipod da 17,62 MW (23956,53 CV), raffreddati ad acqua dolce.
Le sue due sale macchine sono separate da una paratia stagna. Ciascuna sala macchine è dotata dei propri sistemi di distribuzione del carburante, della lubrificazione, del raffreddamento e dell'energia elettrica ed è completamente indipendente dall'altra.
L'acqua potabile della nave è prodotta da tre grandi impianti di desalinizzazione ad evaporazione flash multieffetto Alfa Laval.

## Storia
La nave è stata costruita da Fincantieri a Marghera (frazione di Venezia) e consegnata nel luglio 2003.

### Battesimo
La Oosterdam fu battezzata dalla principessa Margherita dei Paesi Bassi. La cerimonia ebbe luogo il 29 luglio 2003 a Rotterdam, la città dove venne fondata Holland America Line. L'evento si svolse nell'arco di tre giorni di celebrazioni per il 130º anniversario della compagnia. L'ammiraglia congiunta della flotta, la Rotterdam, si è unita alla Oosterdam "da prua a prua" per darle il benvenuto nella flotta.

### Ristrutturazione
Nel 2009 è stata sottoposta a una lieve ristrutturazione, in cui sono state aggiunte delle nuove cabine e la stazza lorda è così aumentata da 81796 tsl a 82 305 tsl.

### Aree operative
La nave alternò crociere autunno/inverno lungo la Riviera Messicana con crociere estive in Alaska. Nell'autunno del 2011 visitò per la prima volta le Hawaii. Dopo gennaio 2012, Holland America sospese le visite alla costa occidentale del Messico, in parte a causa di problemi di sicurezza in relazione alla guerra messicana della droga e in parte a causa della depressione del mercato delle crociere nel sud della California; l'Oosterdam cambiò rotta verso le Hawaii, l'Australia e il Pacifico meridionale. Holland America fu la prima compagnia di crociere a riprendere il servizio per Mazatlán nell'autunno del 2013 con la Veendam, e la Oosterdam poco dopo. Il 4 maggio 2019 la Oosterdam si scontrò con la Nieuw Amsterdam, già attraccata, a Vancouver, nella Columbia Britannica. Non furono segnalati feriti e lo sbarco su entrambe le navi si svolse normalmente.

## Navi gemelle
- Noordam
- Westerdam
- Zuiderdam